# Der Mann, der sich selber sucht
Der Mann, der sich selber sucht ist ein deutscher Spielfilm von Regisseur Géza von Cziffra aus dem Jahr 1950. Es handelt sich um eine musikalische Kriminalkomödie rund um einen Juwelendiebstahl.

## Handlung
Die Sängerin Victoria Miller wird nicht nur wegen ihrer Stimme und ihrer Schönheit bewundert, sondern sie besitzt auch einen wertvollen Juwelenschatz. Ein heimlicher Liebhaber hindert sie an der Heirat mit einem zweifelhaften Gentleman und stiehlt ihre Juwelen. Als Detektiv verfolgt er nun sich selbst und spielt dem Gauner die Juwelenimitationen in die Hände. Als er schließlich verhaftet wird, kommt ihm seine angebetete Sängerin zu Hilfe, da sie seine guten Absichten erkannt hat. Er wird von ihr befreit, womit der Heirat nichts mehr im Wege steht.

## Produktionsnotizen
Der Film wurde im Atelier Hamburg-Rahlstedt gedreht. Die Außenaufnahmen entstanden an der Côte d’Azur, am Nebelhorn, in Travemünde und auf der Reeperbahn.  Der Film wurde von den Brüdern und Textilunternehmern Peter und Michael Margaritoff finanziert. Herbert Kirchhoff war für die Bauten zuständig, die Produktions- und Herstellungsleitung lag in den Händen von Michael Margaritoff und Hans Mühlberg. Uraufführung war am 18. August 1950 in Frankfurt und anderen Städten.

## Kritik
stoer.de meint, dass der Film ein Lichtblick unter den vielen belanglosen Streifen ist.
Filmdienst hält den Film für ein zweitrangiges Krimilustspiel.